# John A. Volpe
John Anthony Volpe (Wakefield, 8 dicembre 1908 – Salem, 12 novembre 1994) è stato un politico statunitense di origine italiana, ambasciatore degli Stati Uniti in Italia dal 1973 al 1977.

## Biografia
Figlio di un muratore abruzzese originario di Pescosansonesco (Pescara) ed emigrato negli Stati Uniti alla fine dell'ottocento, John Anthony Volpe nacque nel 1908 a Wakefield, cittadina dello stato del Massachusetts. Dopo gli studi presso il Wentworth Institute of Technology di Boston, ove si laureò nel 1930 in architectural construction, fondò una società di costruzioni di cui fu il presidente fino al 1969. Dal 1943 al 1945, partecipò alla seconda guerra mondiale arruolato nel Civil Engineer Corps della Marina degli Stati Uniti.

### Carriera politica

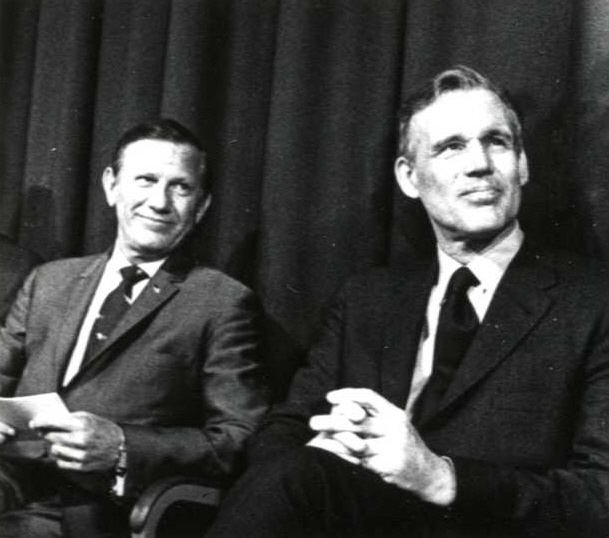
Volpe (a sinistra) con Francis W. Sargent, governatore repubblicano del Massachusetts dal 1969 al 1975 (ca. 1970)

Membro del Partito Repubblicano, nel 1953 Volpe divenne commissario ai Lavori pubblici del Massachusetts e nel 1956 il presidente statunitense Dwight Eisenhower lo nominò primo amministratore della Federal Highway, divisione del Dipartimento dei Trasporti per le autostrade. Governatore del Massachusetts dal 1961 al 1963 e dal 1965 al 1969, nel 1969, con la nuova amministrazione del presidente repubblicano Nixon, fu nominato segretario del Dipartimento dei Trasporti degli Stati Uniti incarico che mantenne sino al 1973. Durante tale periodo, per contrastare il declino del trasporto passeggeri su rotaia, diede un contributo decisivo per la realizzazione (1º maggio 1971) della National Railroad Passenger Corporation (nome commerciale Amtrak), un sistema di trasporto extraurbano su ferrovia di proprietà del governo federale.

### Ambasciatore in Italia

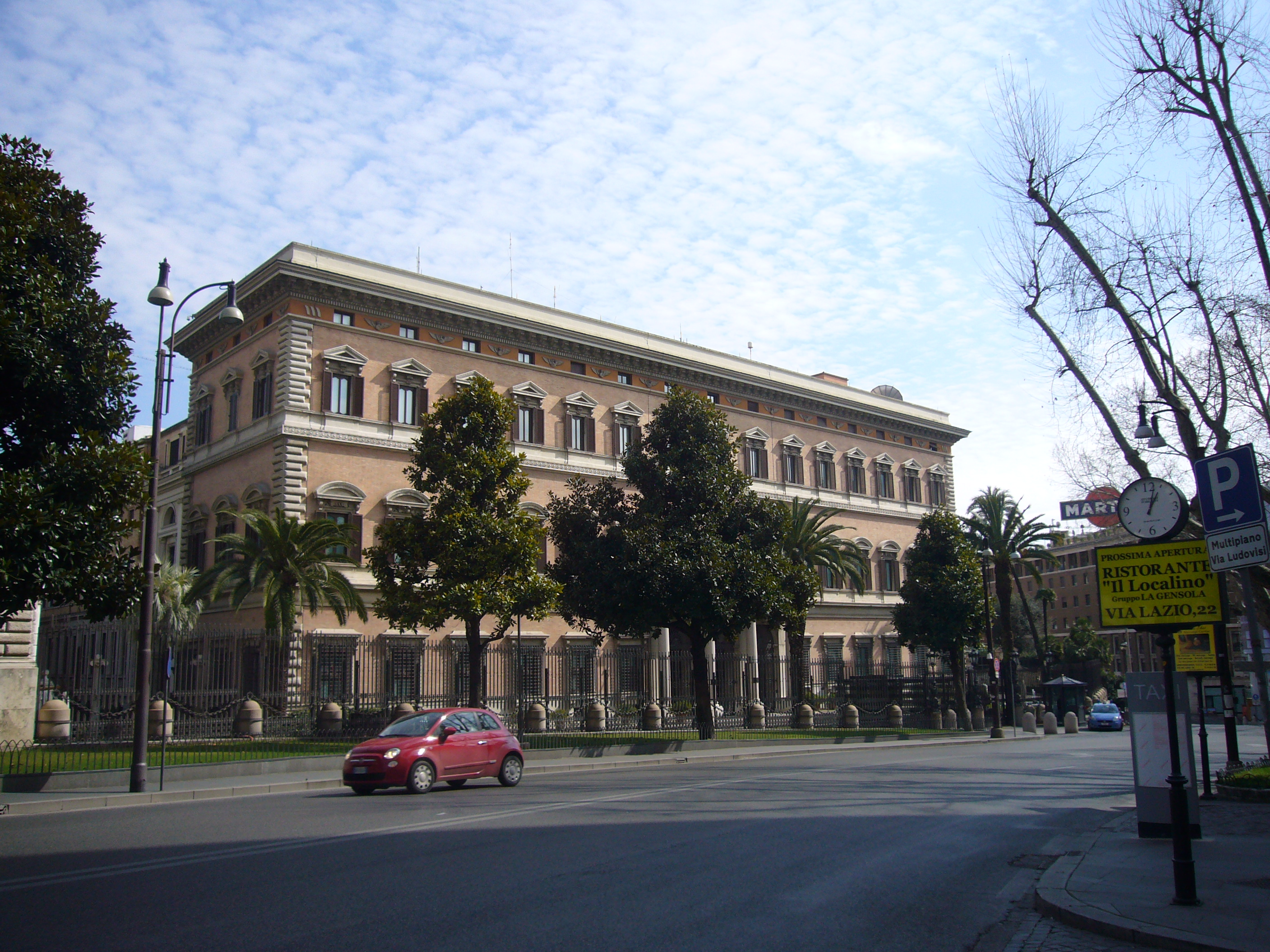
Palazzo Margherita: sede dell'Ambasciata USA a Roma

Già durante il primo mandato di Nixon Volpe aveva espresso interesse per l'Italia.
Il 2 febbraio 1973 Nixon, al suo secondo mandato presidenziale, lo nominò nuovo ambasciatore in Italia. Il 6 marzo successivo Volpe presentò le sue credenziali succedendo a Graham Martin. Nel 1974, nelle sue funzioni di ambasciatore, consegnò a Michele Sindona, discusso banchiere italiano con rilevanti interessi anche negli USA, il riconoscimento quale "uomo dell'anno 1973". Nel 1975, in un'intervista al settimanale Epoca, espresse la contrarietà dell'amministrazione statunitense all'eventuale ingresso del Partito Comunista Italiano nel Governo italiano: tale evenienza "determinerebbe una contraddizione di fondo" con l'appartenenza dell'Italia alla NATO. Con l'elezione del nuovo presidente Jimmy Carter, esponente dei Democratico, cessò dall'incarico il 24 gennaio 1977, sostituito da Richard Gardner.
Morì nel 1994, all'età di ottantacinque anni, a Salem, nella contea di Essex del Massachusetts. È sepolto nel cimitero della città natale di Wakefield.

## Opere
- John Volpe. Assessing U.S. Competitiveness in World Markets, Washington, DC: International Division, Chamber of Commerce, 1979.
- John Volpe. Industrial Incentive Policies and Programs in the Canadian-American Context, Montreal: Canadian-American Committee, 1976.
- John Volpe. Relazioni fra Italia e Stati Uniti. Presente e futuro, Roma: Banco di Roma, 1974